# Sebastià Juan Arbó
Sebastià Juan Arbó (La Ràpita, Tarragona, 28 de octubre de 1902 - Barcelona, 2 de enero de 1984) fue un escritor de Cataluña, España. Trabajó la novela, el teatro, la biografía y también las traducciones. Fue socio de honor de la Associació d'Escriptors en Llengua Catalana.

## Biografía
Hijo de una familia de labradores, a los ocho años se trasladó a vivir a Amposta con sus padres, y a los doce trabajaba ya en una oficina. En 1927 marchó a Barcelona, y allí comenzó su carrera de escritor como periodista en La Vanguardia y ABC, así como en diversas editoriales. En 1931 publicó su primera novela, L'inútil combat.
En 1932 publicó Terres de l'Ebre, su obra más conocida, una novela en la que describe la situación de los campesinos del delta del Ebro, olvidados y humildes, que trabajan en una tierra poco agradecida y dura, sujetos a las fatalidades, y en la que transforma sus experiencias personales y comunitarias en ficción. En 1933 publicó Notes d'un estudiant que va morir boig y en 1935 Camins de nit.
Después de la Guerra Civil dejó de publicar hasta que, en 1947 sale a la luz Tino Costa, con versiones en catalán y español. En 1946 había publicado, no obstante, una biografía: Cervantes.
A partir de 1948 escribió en español obras como Sobre las piedras grises (1948) con la que ganó el Premio Nadal de novela, y sobre todo Martín Caretas (1959).
En sus últimos años volvió a publicar en catalán: Narracions d'el Delta (1965), L'espera (1948), La masia (1975).
Murió el 2 de enero de 1984 de un ataque cárdiaco.

## Obra

### Novela
- L'inútil combat. Badalona: Proa, 1931 (Barcelona: Proa, 1969).
- Notes d'un estudiant que va morir boig, 1933. (Obra rehecha con el título de Hores en blanc). Fue publicada en castellano con el título de La hora negra en 1955.[1]
- Camins de nit. Badalona: Proa, 1935 (Barcelona: Edicions 62, 1987).
- Hores en blanc. Barcelona: Llibreria Catalònia, 1935 (Barcelona: Laia, 1983; Barcelona: Edicions 62, 1991).
- La ciutat maleïda. Barcelona: Llibreria Catalònia, 1935.
- Terres de l'Ebre. Barcelona: Llibreria Catalònia, 1936 (Barcelona: Selecta, 1955; Barcelona: Edicions 62, 1980). (Obra traducida al italiano, al francés, al alemán y al holandès)
- Tino Costa. Barcelona: Àncora, 1947.
- Sobre las piedras grises. Barcelona: Destino, 1949; Barcelona: Destino, 1973 (5ª ed).
- Verdaguer: el poeta, el sacerdot i el món. Barcelona: Aedos, 1952.
- Maria Molinari. 1954.
- Martín de Caretas. 1955-1959
- Los hombres de la tierra y el mar. Barcelona: Llibreria Editorial Argos, 1961. (1965 ??)
- L'hora negra seguit de Divertiments: la nit de Sant Joan. Barcelona: Selecta, 1961.
- Narracions del Delta. Barcelona: Selecta, 1965
- Obra catalana completa, I. Novel.les de l'Ebre. Barcelona: Edicions 62, 1966.
- L'espera. Barcelona: Club Editor, 1968 (1965 ??)
- Obras selectas. Barcelona: AHR, 1973
- La Masia. Barcelona: Selecta, 1975 (Barcelona: Orbis, 1984)
- La tempestad. Espluguas de Llobregat: Plaza & Janés, 1978.
- El segundo del Apocalipsis. Espluguas de Llobregat: Plaza & Janés, 1981
- Memorias: los hombres de la ciudad. Barcelona: Editorial Planeta, 1982.
- Obra catalana completa (a cura d'Emili Rosales). Barcelona: Columna, 1992-1993 (3 volums).
- Viatge a l'Ebre. Barcelona: Columna-Tresmall, 1997.

### Teatro
- La ciutat maleïda. Barcelona: Llibreria Catalònia, 1935
- Despertar. 1936
- Nausica. Barcelona: La Rosa dels Vents, 1937.

### Biografías
- La vida trágica de Mosèn Jacinto Verdaguer. 1951 Barcelona: Planeta/Aedos, 1970
- Pío Baroja y su tiempo. Barcelona: Planeta, 1969.
- Cervantes (hombre y época). Barcelona: 1948; Barcelona: Planeta, 1971.

## Premios
- Premio Fastenrath, Juegos Florales de Barcelona, 1934. Por la obra Terres de l'Ebre.
- Premio Novelistas, Ayuntamiento de Barcelona, 1936. Por la obra Camins de nit.
- Premio Nadal, 1948. Por la obra Sobre las piedras grises.